# Alexander Mutiso
Alexander Mutiso Munyao (10 settembre 1996) è un maratoneta e mezzofondista keniota.

## Biografia
Nel 2013 ha vinto una medaglia di bronzo nei 3000 m ai Mondiali under-18. Negli anni seguenti, trascorsi prevalentemente in Giappone, ha gareggiato su varie distanze (prevalentemente dai 5000 m alla mezza maratona) principalmente nel Paese asiatico. Nel 2020 arrivando quarto alla mezza maratona di Valencia con il tempo di 57'59" ha stabilito il quarto tempo di sempre su tale distanza, dietro a Kibiwott Kandie, Jacob Kiplimo e Rhonex Kipruto (ovvero di fatto gli atleti che l'avevano preceduto sul podio): insieme i quattro erano al momento gli unici atleti di sempre ad aver abbattuto il muro dei 58'00" su tale distanza. Nel 2022, sempre a Valencia, Mutiso ha poi esordito in maratona, con un tempo di 2h03'29", che gli è valso il terzo posto finale nella gara.

## Palmarès
| Anno | Manifestazione   | Sede    | Evento       | Risultato | Prestazione | Note                          |
| ---- | ---------------- | ------- | ------------ | --------- | ----------- | ----------------------------- |
| 2013 | Mondiali allievi | Donec'k | 3000 m piani | Bronzo    | 7'56"86     | Miglior prestazione personale |
| 2024 | Giochi olimpici  | Parigi  | Maratona     | 21º       | 2h10'21"    |                               |

## Campionati nazionali
2014
- 8º ai campionati kenioti juniores, 5000 m piani - 14'06"5

## Altre competizioni internazionali
2017
- 6º al Golden Spike Ostrava ( Ostrava), 10000 m piani - 28'09"47

2018
- 7º alla Mezza maratona di Lisbona ( Lisbona) - 1h00'31"
- 10º alla Mezza maratona di Copenaghen ( Copenaghen) - 1h00'11"

2020
- 4º alla Mezza maratona di Valencia ( Valencia) - 57'59"

2022
- Bronzo alla Maratona di Valencia ( Valencia) - 2h03'29"
- 6º al Birell Grand Prix ( Praga) - 27'35"

2023
- Oro alla Maratona di Praga ( Praga) - 2h05'09"
- Argento al Birell Grand Prix ( Praga) - 27'48"
- Argento alla Maratona di Valencia ( Valencia) - 2h03'11"

2024
- Oro alla Maratona di Londra ( Londra) - 2h04'01"

2025
- Bronzo alla Maratona di Londra ( Londra) - 2h04'40"